# Oxandra krukoffii
Oxandra krukoffii är en kirimojaväxtart som beskrevs av Robert Elias Fries. Oxandra krukoffii ingår i släktet Oxandra och familjen kirimojaväxter. Inga underarter finns listade i Catalogue of Life.